# Luca Carrick-Smith
Luca Carrick-Smith (13 maggio 2005) è uno sciatore alpino britannico.

## Biografia
Figlio di Emma Carrick-Anderson e fratello di Freddy e Zak, a loro volta sciatori alpini, Luca Carrick-Smith, slalomista puro attivo dal novembre del 2021, ha esordito in Coppa Europa il 23 novembre 2024 a Levi, senza completare la prova, e ai successivi Mondiali juniores di Tarvisio 2025 ha vinto la medaglia di bronzo; non ha debuttato in Coppa del Mondo e non ha preso parte a rassegne olimpiche o iridate.

## Palmarès

### Mondiali juniores
- 1 medaglia:
  - 1 bronzo (slalom speciale a Tarvisio 2025)